# 交通督導員 (香港)
交通督導員（英語：Traffic Warden，俗稱咖啡仔或黃腳鱲）職系於1974年設立，為公務員文職職系，隸屬於香港警務處交通總部，其責任為協助警務人員維持交通秩序及執行違例泊車及停車熄匙等法例，以防止交通意外及保持交通暢順。至2011年年底，香港共有314名交通督導員，其中30名為高級交通督導員。

## 訓練
交通總部每一至兩年公開招募交通督導員一次，投考人成功投考為交通督導員學員後，會按照公務員的試用條款受聘3年，成功通過試用期者方能獲得長期聘用。需要在香港警察學院警察駕駛及交通訓練中心接受為期4週的基礎訓練，內容包括步操及學習《香港法例》等。2000年代末期，愈來愈多具備大專以至大學學歷者投考為交通督導員，於2011年9月24日的畢業班中，人員的學歷相信為歷年之冠，包括多名學士及數名碩士等。
2011年12月15日起，《汽車引擎空轉（定額罰款）條例》實施，交通督導員及環境保護督察獲得授權執行此項法例。環境保護署及香港警務處均於2011年10月起為有關執法人員提供執法訓導課程，內容涉及講解法例條文及執法細則等，公務員事務局公務員培訓處則於同期為有關執法人員提供傳意及處理衝突的課程（著重行為心理學）。

## 前途
交通督導員可以晉升為高級交通督導員職級。

## 制服
2014年3月2日，交通督導員更換沿用多年的工作服，恤衫更為與警務人員的工作服採用同樣的設計，顏色則從咖啡色轉為米色。新工作服除了舊有佩服之外，亦包括具備擋風功能的防水外套。

## 相關參見
- 香港交通督導員工會[13]
- 香港特別行政區政府交通督導員總工會
- 隧道交通督導員